# Río Manubles
Río Manubles är ett vattendrag i Spanien. Det ligger i den nordöstra delen av landet, 190 km nordost om huvudstaden Madrid.